# Sola su questo mare
Sola su questo mare è una commedia scritta da Alberto Perrini nel 1963, vincitrice del Premio dell'Istituto Dramma Italiano (IDI) 1963.
Seicento. La vicenda si svolge su una nave pirata, e protagonista ne è Giulietta de Granville, la comandante, vedova di un nobile francese, la quale per vendicare la morte del marito vaga per i mari affondando le navi francesi in cui si imbatte.